# Cuamatos
Os cuamatos são uma povo africano de origem banta que habita o sul da República de Angola, no baixo Cunene. São um subgrupo dos ovambos.